# Camilla Larsson
Astrid Camilla Larsson, född 31 december 1971 i Rönninge, Salems kommun, Stockholms län, är en svensk skådespelare.

## Biografi
Larsson TV-debuterade 2001 i miniserien Fru Marianne, baserad på Victoria Benedictssons roman med samma namn. Hon filmdebuterade 2003 i Björn Runges Om jag vänder mig om. Hon har också medverkat i filmer som Mun mot mun (2005), Wallander – Blodsband (2006), Ping-pongkingen (2008), Beck-filmerna I stormens öga och Levande begravd (2009) och Flimmer (2012). Hon har också spelat i TV-serierna Stackars Tom (2002), Om Stig Petrés hemlighet (2004), Mäklarna (2006), Oskyldigt dömd (2008), Allt faller (2013) och Äkta människor (2012–2014).
Utöver film och TV är Larsson verksam inom teatern. 2001–2002 spelade hon i Joyce Carol Oates-dramatiseringen I Stand Before You Naked på Orionteatern. 2002 medverkade hon i uppsättningarna Festen och En magisk jul på Dramaten och 2003–2004 i Ömsinne på Boulevardteatern. 2005 gjorde hon flera roller i Petter och Lotta och stora landsvägen på Dramaten. 2010–2012 var hon engagerad vid Stockholms Stadsteater, där hon bland annat medverkade i Barnen från Frostmofjället (2011) och Meningen med livet (2012).

## Filmografi
- 2001 – Fru Marianne
- 2002 – Stackars Tom (TV-serie)
- 2003 – Om jag vänder mig om
- 2004 – Om Stig Petrés hemlighet (TV-serie)
- 2005 – Mun mot mun
- 2006 – Ett äktenskap
- 2006 – Wallander – Blodsband
- 2006 – Mäklarna (TV-serie)
- 2007 – Den man älskar
- 2008 – Ping-pongkingen
- 2008 – Oskyldigt dömd (TV-serie)
- 2009 – Slitage
- 2009 – Beck – I stormens öga
- 2009 – Beck – Levande begravd
- 2011 – Maria Wern - Drömmar ur snö
- 2012 – Flimmer
- 2012–2014 – Äkta människor (TV-serie)
- 2013 – Allt faller (TV-serie)
- 2017 – Jordskott (TV-serie)
- 2017 – Ack Värmland (TV-serie)
- 2018 – Systrar 1968 (TV-serie)
- 2019 – Revansch (TV-serie)
- 2019 – Taiki film[7]
- 2020 – Kalifat (TV-serie)
- 2020 – We Got This (TV-serie)
- 2023 – Beck – Inferno

## Teater

### Roller (ej komplett)
| År   | Roll                                                                    | Produktion                                                                          | Regi             | Teater                   |
| ---- | ----------------------------------------------------------------------- | ----------------------------------------------------------------------------------- | ---------------- | ------------------------ |
| 1999 | Donna Yolanda m.fl                                                      | Sluka mej! (Eating Raoul) Jed Feuer, Boyd Graham, Paul Bartel och Richard Blackburn | Göran Parkrud    | Helsingborgs stadsteater |
| 2001 |                                                                         | I Stand Before You Naked                                                            |                  | Orionteatern             |
| 2002 | Michelle, servitris                                                     | Festen                                                                              | Christian Tomner | Dramaten                 |
| 2002 | Greta                                                                   | En magisk jul                                                                       |                  | Dramaten                 |
| 2003 |                                                                         | Ömsinne                                                                             |                  | Boulevardteatern         |
| 2005 | Tant Grön Rågflicka Nyttoväxt                                           | Petter och Lotta och stora landsvägen Lucas Svensson efter Elsa Beskow              | Carolina Frände  | Dramaten                 |
| 2010 | Medverkande                                                             | Grymma sagor Åsa Lindholm                                                           | Carolina Frände  | Stockholms Stadsteater   |
| 2010 |                                                                         | Clownkvartetten Per Sörberg och ensemblen                                           | Per Sörberg      | Stockholms Stadsteater   |
| 2010 |                                                                         | Flickan med tomtebloss Åsa Lindholm                                                 | Carolina Frände  | Stockholms Stadsteater   |
| 2011 | Medverkande                                                             | Salong Normal Carolina Frände och Mats Kjelbye                                      | Ensemblen        | Stockholms Stadsteater   |
| 2011 | Anna-Lisa med flera                                                     | Barnen från Frostmofjället Laura Fitinghoff                                         | Carolina Frände  | Stockholms Stadsteater   |
| 2012 | Medverkande                                                             | Meningen med livet Konstnärliga teamet och ensemblen                                | Carolina Frände  | Stockholms Stadsteater   |
| 2016 |                                                                         | Fadren August Strindberg                                                            | Andreas Boonstra | Göteborgs Stadsteater    |
| 2022 | Programledaren Jacob Johan Anckarström den äldre Gustaf Mauritz Armfelt | Pang, sa Anckarström Anders Berg                                                    | Anders Berg      | Moment:Teater            |